# Llista d'abreviacions d'autor utilitzades en taxonomia animal
Aquestes abreviatures són utilitzades en taxonomia animal que és la part de la zoologia que s'ocupa de la classificació i la denominació de les espècies. Figuren a continuació de la nomenclatura binomial i fan referència a la persona a la qual s'atribueix la primera descripció de l'espècie. A diferència de la botànica, en zoologia una mateixa abreviació pot referir-se a més d'un zoòleg.
| Índex A B C D E F G H I J K L M N O P Q R S T U V W X Y Z |

## A
- A. Milne-Edwards Alphonse Milne-Edwards (1835–1900)
- A. Nichols - Albert Russell Nichols (1859-1933)
- A. P. Jenkins - Aaron Peter Jenkins
- A. Smith – Andrew Smith (1797–1872)
- A. Walker - Alick Donald Walker (1925–1999)
- A.A. Gould - Augustus Addison Gould (1805–1866)

- Abe - Tokiharu Abe (1911–1996)
- Able - Kenneth W. Able
- Abbott - Charles Conrad Abbott (1843–1919)
- Acerbi - Giuseppe Acerbi (1773–1846)
- Acero - Arturo Acero Pizarro (1954)
- A. Adams - Arthur Adams (1820-1878)
- Agassiz - Louis Agassiz (1807–1873)
- A. Agassiz - Alexander Emanuel Agassiz (1835–1910)
- Aguilera - Orangel Antonio Aguilera Socorro
- D. R. de Aguilera - Dione Rodrigues de Aguilera
- Ahl - Jonas Nicolaus Ahl
- E. Ahl - Ernst Ahl (1898–1943)
- Ahlstrom - Elbert Halvor Ahlstrom (1910–1979)
- Ahnelt - Harald Ahnelt
- Aizawa - Masahiro Aizawa
- Akama - Alberto Akama
- Albert - James S. Albert
- Albertis - Luigi Maria d'Albertis (1841–1901)
- Alcock - Alfred William Alcock (1859–1933)
- Alencar - José Eduardo de Alencar Moreira (1953)
- Alexander - Boyd Alexander (1873–1910)
- Alfaro - Anastasio Alfaro (1865–1951)
- Alifanov - Vladímir Alifànov
- Allain - Ronan Allain (1974)
- Allen – Joel Asaph Allen (1838–1921)
- G. M. Allen - Glover Morrill Allen (1879–1942)
- Allioni - Carlo Allioni (1728–1804)
- Almeida - Lurdes Foresti de Almeida Toledo
- Amadon - Dean Amadon (1912–2003)
- Ameghino – Florentino Ameghino (1854–1911)
- K. Andersen - Knud Andersen (1867–1918)
- Anderson - John Anderson (1833–1900) - Mamífers asiàtics i rèptils
- André - Jacques Ernest Edmond André (1844–1891)
- Andrews – Charles William Andrews (1866–1924)
- Andriàixev - Anatoli Petróvitx Andriàixev (1910)
- Angas - George French Angas (1822–1886)
- Annandale - Nelson Annandale (1876–1924)
- Antunes - Miguel Telles Antunes
- Apesteguía - Sebastián Apesteguía
- Appellöf - Adolf Appellöf (1857–1921)
- Archbold - Richard Archbold (1907–1976)
- Arcucci - Andrea B. Arcucci
- Arrow - Gilbert John Arrow (1873–1948)
- Asano - Nagao Asano
- Atkinson - William Stephen Atkinson (1820-1876)
- Aubé - C. Aubé
- Audebert - Jean-Baptiste Audebert (1759–1800)
- Audouin – Jean Victoire Audoin (1797–1841)
- Audubon - John James Audubon (1785–1851)
- Ausserer - Anton Ausserer (1907–1976)
- Ayling - Tony Ayling (1947)
- Ayres - William Orville Ayres (1805–1887)

## B
- B.K. Zhang - Bao-kun Zhang

- Bachman - John Bachman (1790–1874)
- R. G. Bailey - Roland G. Bailey
- R. M. Bailey - Reeve Maclaren Bailey
- Baillon - Louis Antoine Francois Baillon (1778–1851)
- Baird – Spencer Fullerton Baird (1823–1887)
- Baker - Edward Charles Stuart Baker (1864–1944)
- Bakker - Robert T. Bakker (1945)
- Balanov - Andrei A. Balanov
- C. C. Baldwin - Carole C. Baldwin
- W. J. Baldwin - Wayne J. Baldwin
- Z. H. Baldwin - Zachary Hayward Baldwin
- Ball - Valentine Ball (1843–1895)
- Balon - Eugene K. Balon
- Balouet - Jean Christophe Balouet
- Balss - Heinrich Balss (1886–1957)
- Balushkin - Arkadii Vladimirovich Balushkin
- Bandyopadhyay - Saswati Bandyopadhyay
- Bangs - Outram Bangs (1863–1932)
- Banks - Richard C. Banks
- Bannerman - David Armitage Bannerman (1886–1979)
- Bànnikov - Aleksandr Fiódorovitx Bànnikov
- Bansok - Ros Bansok
- Barbour - Thomas Barbour (1884–1946)
- Barker - Michael J. Barker
- Barrett - Paul M. Barrett
- Barrows - Walter Bradford Barrows (1855–1923)
- Bartlett - Edward Bartlett (1836–1908)
- A. D. Bartlett - Abraham Dee Bartlett (1812–1897)
- Barton - Benjamin Smith Barton (1766–1815)
- Bartsch – Paul Bartsch (1871-1960)
- Baskin - Jonathan N. Baskin
- Batchelder - Charles Foster Batchelder (1856–1954)
- Bate - Charles Spence Bate (1819–1889)
- Bates - George Latimer Bates (1863–1940)
- Bateson – William Bateson (1861–1926)
- Beadnell – Hugh John Llewellyn Beadnell (1874–1944)
- Bean - Tarleton Hoffman Bean (1846–1916)
- Beavan - Reginald C. Beavan (1841–1870)
- Bechstein - Johann Matthäus Bechstein (1757–1822)
- Beddome - Richard Henry Beddome (1830–1911)
- Behr - Hans Herman Behr (1818–1904)
- Bell - Thomas Bell (1792–1880)
- Bemmel - Adriaan Cornelis Valentin van Bemmel
- Bendire - Charles Emil Bendire (1863–1940)
- Benitez - Hesquio Benitez
- Bennett – Edward Turner Bennett (1797–1836)
- Bennett - Frederick Debell Bennett (1836–1897)
- Benson - Constantine Walter Benson (1909–1982)
- Benson - Robert Bernard Benson (1904–1967)
- Bent - Arthur Cleveland Bent (1866–1954)
- Benton - Michael Benton (1939)
- Beresford - Pamela Beresford
- Berg - Lev Berg (1876-1950)
- Berla - Herbert Franzioni Berla (1912–1985)
- Berland - Lucien Berland (1888–1962)
- Berlepsch - Hans von Berlepsch (1850–1915)
- Berlioz - Jacques Berlioz (1891–1975)
- Berthold - Arnold Adolph Berthold (1803-1861)
- Bertkau - Philip Bertkau (1849-1894)
- Bianco - Pier Giorgio Bianco
- Bibron - Gabriel Bibron (1806–1848)
- Bigot - Jacques-Marie-Frangile Bigot (1818–1893)
- Bilek - Alois Bilek (1909–1974)
- Billberg - Gustaf Johan Billberg (1772–1844)
- Bingham - Charles Thomas Bingham (1848-1908)
- Biswas - Biswamoy Biswas (1923–1994)
- Blache - Jacques Blache (1922–1994)
- Black - Davidson Black (1884–1934)
- Blainville - Henri Marie Ducrotay de Blainville (1777–1850)
- Blanchard – Charles Émile Blanchard (1819–1900)
- Blanford - William Thomas Blanford (1832–1905)
- Blasius - Johann Heinrich Blasius (1809–1870)
- W. Blasius - Wilhelm Blasius (1845–1912)
- Bleeker - Pieter Bleeker (1819–1878)
- Bloch - Marcus Elieser Bloch (1723–1799)
- Blumenbach – Johann Friedrich Blumenbach (1752–1840)
- Blyth - Edward Blyth (1810–1873)
- Bocage - Jose Vicente Barboza du Bocage (1823–1907)
- Bocourt - Marie Firmin Bocourt (1819–1904)
- Boddaert - Pieter Boddaert (1730–1795/96)
- Boettger - Oskar Boettger (1833–1910)
- Bogert - Charles Mitchill Bogert (1908–1992)
- Boheman - Karl Henrik Boheman (1796–1868)
- F. Boie - Friedrich Boie (1789-1870)
- H. Boie - Heinrich Boie (1794–1827)
- Boisduval - Jean Baptiste Boisduval (1799–1879)
- Boitard – Pierre Boitard (1789–1859)
- Bolle - Carl Bolle (1821–1909)
- Bolotsky - Iuri L. Bolotski
- Bonaparte - Charles Lucien Jules Laurent Bonaparte (1794–1827)
- Bonaparte – Charles Lucien Bonaparte (1803–1857)
- Bonelli - Franco Andrea Bonelli (1784–1830)
- Bonhote - J. Lewis Bonhote (1875–1922)
- Bonnaterre - Pierre Joseph Bonnaterre (1747–1804)
- Borkh. - Moritz Balthasar Borkhausen (1760–1806)
- Borodin - Nikolai Andreyevich Borodin (1861)

- Borojevic – Radovan Borojevic (1940)
- Borsuk - Maria Magdalena Borsuk-Białynicka
- Bory - Jean Baptiste Bory de Saint-Vincent
- Bosc - Louis Augustin Guillaume Bosc (1759–1828)
- Boscà - Eduard Boscà i Casanovas (1843-1924)
- Boucard - Adolphe Boucard (1839-1905)
- Boulenger - George Albert Boulenger (1858–1937)
- Bourcier - Jules Bourcier (1797–1873)
- Boury-Esnault – Nicole Boury-Esnault (1942)
- Bouvier - Eugène Louis Bouvier (1856–1944)

- Bowdich – Thomas Edward Bowdich (1791–1824)
- Bowerbank - James Scott Bowerbank (1797-1877)
- Brandt – Johann Friedrich von Brandt (1802–1879)
- Brauer - Friedrich Moritz Brauer (1832–1904)
- A. E. Brehm - Alfred Brehm (1829–1884)
- C. L. Brehm - Christian Ludwig Brehm (1787–1864)
- Bremi-Wolf - Johann Jacob Bremi-Wolf (1791–1857)
- Brett - Michael K. Brett-Surman (1950)
- Brevoort - James Carson Brevoort (1818–1887)
- Brewster - William Brewster (ornithologist) (1851–1919)
- Brischke - Carl Gustav Alexander Brischke (1814–1897)
- Brisson – Mathurin Jacques Brisson (1723–1806)
- Brittinger - Christian Casimir Brittinger (1795–1869)
- Brongniart - Alexandre Brongniart (1770–1847)
- C. Brongniart - Charles Jules Edme Brongniart (1859–1899)
- Broili – Ferdinand Broili (1874–1946)
- Bronn - Heinrich Georg Bronn (1800–1862)
- Brooke - Victor Brooke (1843–1891)
- Brookes – Joshua Brookes (1761–1833)
- W. S. Brooks - Winthrop Sprague Brooks (1887–1965)
- Broom – Robert Broom (1866–1851)
- Brown – Barnum Brown (1873–1963)
- Bruch - Carl Friedrich Bruch (1789–1851)
- Bruguière - Jean Guillaume Bruguière (1749–1798)
- Brullé - Gaspard Auguste Brullé (1809–1873)
- Brünnich – Morten Thrane Brünnich (1737–1827)
- H. Bryant - Henry Bryant (1820-1867)
- W. E. Bryant - Walter E. Bryant
- Bücherl - Wolfgang Bücherl
- Buckland - William Buckland (1784–1856)
- Buffetaut - Eric Buffetaut
- Buller - Walter Buller (1838–1906)
- Bunzel - Emanuel Bunzel (1828)
- Burchell - William John Burchell (1782–1863)
- Burge - Donald L. Burge

- Burmeister – Karl Hermann Konrad Burmeister (1807–1892)
- Burnett – Gilbert Thomas Burnett (1800–1835)
- Burns - John McLauren Burns
- Butler - Arthur Gardiner Butler (1844–1925)
- Buttikofer - Johann Büttikofer (1850–1929)
- Buturlin - Sergei Aleksandrovich Buturlin (1872–1938)
- Buttikofer - Johann Büttikofer (1850–1929)

## C
- C. Felder - Cajetan Freiherr von Felder (1814–1894)
- C. H. Townsend - Charles Haskins Townsend (1859–1944)
- C. L. Koch - Carl Ludwig Koch (1778–1857)
- C. Martin - Claro Martin
- C.Grant - Chapman Grant (1887–1983) herpetología

- A. Cabrera - Angel Cabrera (1879–1960)
- Cabanis - Jean Louis Cabanis (1816–1906)
- Caldwell - David Keller Caldwell (1928)
- Calman – William Thomas Calman (1871–1952)
- Calvert - Philip Powell Calvert (1871–1961)
- Calvo - Jorge Calvo
- Cambiaso - Andrea Cambiaso
- Camerano - Lorenzo Camerano (1856–1917)
- Camp - Charles Lewis Camp (1893–1975)
- Campbell - Jonathan A. Campbell
- Campos - Diógenes de Almeida Campos
- Canestrini – Giovanni Canestrini (1835–1900)
- Cantor - Theodore Edward Cantor (1809–1860)
- Carlson - Bruce A. Carlson
- Carpenter - Kenneth Carpenter (1949)
- Carter – Herbert James Carter (1858–1940)
- Carvalho - Ismar de Souza Carvalho
- Cassin - John Cassin (1813–1869)
- Castellanos - Zulma Ageitos de Castellanos (1922-2010)
- Castelnau - Francis de Laporte de Castelnau (1810–1880)
- Cervigón - Fernando Cervigón (1930)
- Chabanaud - Paul Chabanaud (1876–1959)
- Chamberlin - Ralph Vary Chamberlin (1879–1967)
- Chapin - James Chapin (1889–1964)
- Chapman - Ralph E. Chapman
- Charig - Alan Jack Charig (1927–1997)
- Charpentier - Toussaint de Charpentier (1779–1847)
- Chasen - Frederick Nutter Chasen (1896–1942)
- Chatterjee - Sankar Chatterjee (1947)
- Cherrie - George Kruck Cherrie (1865-1946)
- Chiaie - Stefano Delle Chiaje (1794–1860)
- Chiappe - Luis M. Chiappe
- Children - John George Children (1777–1852)
- Christ - Johann Ludwig Christ (1739–1813)
- Chun - Carl Chun (1852–1914)
- Chure - Daniel Joseph Chure
- E. Clark - Eugenie Clark (1922)
- H. L. Clark - Hubert Lyman Clark (1870–1947)
- J. M. Clark - James Michael Clark
- Clements - Kendall D. Clements
- Clemmer - Glenn H. Clemmer
- Clerck - Carl Alexander Clerck (1709–1765)
- Cloward - Karen C. Cloward
- Colbert – Edwin Harris Colbert (1905–2001)
- Collett - Robert Collett (1842–1913)
- Colston - Peter Colston
- Compagno - Leonard J. V. Compagno
- Conci - Cesare Conci (born 1920)
- Conde - Otto Conde (1905–1944)
- Conover - Henry Boardman Conover (1892–1950)
- Conrad - Timothy Abbott Conrad (1803–1877)
- Coombs - Walter P. Coombs Jr.
- Cooper - James Graham Cooper (1830–1902)
- Cooper - William Cooper (conchologist) (1798–1864)
- Cope – Edward Drinker Cope (1840–1897)
- Coquerel - Charles Coquerel (1822–1867)
- Coria - Rodolfo Coria
- Cornalia - Emilio Cornalia (1824-1882)
- Cory - Charles B. Cory (1857–1921)
- Costa - Achille Costa (1823–1898)
- W.J.E.M. Costa - Wilson José Eduardo Moreira da Costa
- Coues - Elliott Coues (1842–1899)
- Cramer - Pieter Cramer (1721–c. 1779)
- Cretzschmar - Philipp Jakob Cretzschmar (1786–1845)
- Crusafont – Miquel Crusafont i Pairó (1910–1983)
- Crewe - Henry Harpur Crewe (1828–1883)
- Crotch - George Robert Crotch (1842–1874)
- Crowson - Roy Crowson (1914–1999)
- Currie - Philip J. Currie (1949)
- Curry Rogers - Kristina Curry Rogers (1974)
- Curtis - John Curtis (entomologist) (1791–1862)
- F. Cuvier – Frédéric Cuvier (1773–1838)
- Cuvier – Georges Cuvier (1769–1832)
- F.Cuvier - Frédéric Cuvier (1773–1838)
- Czerkas - Stephen A. Czerkas

## D
- D. J. Stewart - Donald J. Stewart
- D. Norman - David B. Norman (1930)
- C. F. Dubois - Charles Frédéric Dubois (1804–1867)
- D'Albertis - Luigi Maria D'Albertis (1841–1901)
- d'Orbigny - Alcide d'Orbigny (1802–1857)
- da Costa - Emanuel Mendez da Costa (1717–1791) - Conchólogo
- Dahlbom - Anders Gustav Dahlbom (1808–1859)
- Dale - James Charles Dale (1792–1872)
- Dall - W.H. Dall (1845–1927)
- Dalla Torre - Karl Wilhelm von Dalla Torre (1850–1928)
- Dana - James Dwight Dana (1813–1895)
- Dart – Raymond Dart (1893–1988)
- Daudin - Francois-Marie Daudin (1774–1804)
- David - Armand David (1826–1900)
- Dawson – John William Dawson (1820–1899)
- de Azevedo - Sérgio Alex Kugland de Azevedo
- de Blainville - Henri Marie Ducrotay de Blainville (1777–1850)
- de Castelnau - Francis de Laporte de Castelnau (1810–1880)
- de Filippi - Filippo de Filippi (1814–1867)
- de Geer - Charles De Geer (1720–1778)
- de Hann - Wilhem de Haan (1801–1855)
- de Kay - James Ellsworth De Kay (1792–1851)
- de Man - Johannes Govertus de Man (1850–1930)
- de Naurois - Abbé René de Naurois (1906-2006)
- de Nicéville - Lionel de Nicéville (1852–1901)
- de Saint-Vincent - Jean Baptiste Bory de Saint-Vincent
- De Santis - Luis De Santis Natale (1914-2000)
- de Vis - Charles Walter De Vis (1829-1915)
- de Winton - William E. de Winton
- DeBach - Paul Hevener DeBach (1914-1992)
- Delacour - Jean Theodore Delacour (1890–1985)
- Dendy – Arthur Dendy (1865–1925)
- Denis - Michael Denis (1729–1800)
- Deppe - Ferdinand Deppe (1794–1861)
- Des Murs - Marc Athanese Parfait Oeillet Des Murs (1804–1878)
- Desfontaines - René Louiche Desfontaines (1750–1833)
- Desmarest - Anselme Gaëtan Desmarest (1784–1838)
- Diard - Pierre-Médard Diard (1794–1863)
- Dieffenbach - Ernst Dieffenbach (1811–1855)
- Dingus - Lowell Dingus
- Distant - William Lucas Distant (1845-1922)
- Djakonov - Alexander Michailovitsch Djakonov (1886–1956)
- Dobson - George Edward Dobson (1844–1895)
- Döderlein - Petar Döderlein (1809–1895)
- Dodson - Peter Dodson
- Dollo - Louis Dollo (1857–1931)
- Dong - Zhiming Dong (1937)
- Donis. - Horace St. John Kelly Donsithorpe (1870–1951)
- Donovan - Edward Donovan (1768–1837)
- Doria - Giacomo Doria (1840–1913)
- Doubleday - Henry Doubleday (1808–1875)
- Drury - Dru Drury (1725–1804)
- du Bus de Gisignies - Bernard du Bus de Gisignies (1808–1874)
- du Chaillu - Paul Belloni Du Chaillu (1831–1903)
- Dufour - Léon Dufour (1780-1865)
- Duftschmid - Caspar Erasmus Duftschmid (1767–1821)
- Duméril - André Marie Constant Duméril (1774–1860)
- Dumont - Charles Dumont de Sainte Croix (1758–1830)
- Duncker - Paul Georg Egmont Duncker (1870–1953)
- Duponchel - Philogène Auguste Joseph Duponchel (1774–1846)
- Duvernoy - Georges Louis Duvernoy (1777–1855)
- Dwight - Jonathan Dwight (1858–1929)

## E
- Earle - Sylvia A. Earle (1935)
- Eaton - Jeffrey Glenn Eaton (1948)
- Edwards - William Henry Edwards (1822–1909)
- Ehrenberg - Christian Gottfried Ehrenberg (1795–1876)
- Eichwald - Karl Eichwald (1795–1876)
- Eigenmann - Carl H. Eigenmann (1863-1927)
- Ellerman - John Ellerman (1910–1973)
- Elliot - Daniel Giraud Elliot (1835–1915)
- Emery - Carlo Emery (1848–1925)
- A.R. Emery - Alan R. Emery
- Enslin - Eduard Enslin (1879–1970)
- Erichson - Wilhelm Ferdinand Erichson (1809–1848)
- Erxleben - Johann Christian Polycarp Erxleben (1744–1777)
- Eschmeyer - William Eschmeyer
- Eschscholtz - Johann Friedrich von Eschscholtz (1793–1831)
- Espada - Marcos Jiménez de la Espada (1831-1898)
- Esper - Eugen Johann Christoph Esper (1742–1810)
- Evermann - Barton Warren Evermann (1853–1932)
- Eversmann - Eduard Friedrich Eversmann (1794–1860)
- Evseenko - Sergei Afanasievich Evseenko
- Eyton - Thomas Campbell Eyton (1809–1880)

## F
- É. Geoffroy Saint-Hilaire – Étienne Geoffroy Saint-Hilaire (1772–1844
- E. Newton - Edward Newton (1832-1897)
- E. P. Ramsay - Edward Pierson Ramsay (1842–1916)
- E. Verreaux - Edouard Verreaux (1810–1868)
- É.Geoffroy - Étienne Geoffroy Saint-Hilaire (1772–1844)
- E.Leach - Edwin S. Leach (1878–1971)
- F. C. Fraser - Frederick C. Fraser
- F. Smith - Frederick Smith (entomólogo) (1805–1879)
- F. Walker - Francis Walker (1809–1874)
- F.A. Lucas - Frederic Augustus Lucas (1852–1929)
- F.C. Zhang - Fucheng Zhang
- Fabricius - Johan Christian Fabricius (1745–1808)
- Fairmaire - Leon Fairmaire (1820–1906)
- Falla - Robert Alexander Falla (1901–1979)
- Fallén - Carl Frederick Fallén (1764–1830)
- Feinberg - M. Norma Feinberg
- Fernandes-M. - Flora Maria de Campos Fernandes-Matioli
- Ferrari-P. - Fernando Ferrari-Perez (1927)
- Ferraris - Carl J. Ferraris Jr.
- Férussac - Jean Baptiste Louis d'Audebard Férussac (1745–1815)
- Filhol - Henri Filhol (1843–1902)
- Finsch - Otto Finsch (1839–1917)
- Fioroni - Pio Fioroni (1933–2003)
- Fischer de Waldheim – Johann Fischer von Waldheim (1771–1853)
- Fitzinger - Leopold Fitzinger (1802–1884)
- Fleming - John Fleming (naturalist) (1785–1857)
- Flower – William Henry Flower (1831–1899)
- Fonscolombe - Baron Etienne Laurent Joseph Hippolyle Boyer de Fonscolombe (1772–1853)
- Forbes - Henry Ogg Forbes (1851-1932)
- Forel - Auguste-Henri Forel (1848–1931)
- Forsius - Runar Forsius (1884–1935)
- Forsskål - Peter Forsskål (1732–1763)
- Förster - Arnold Förster (1810–1884)
- Forster - Johann Reinhold Forster (1729–1798}
- Forster Cooper – Clive Forster Cooper (1880–1947)
- Forsyth Major - Charles Immanuel Forsyth Major (1843–1923)
- Fourmanoir - Pierre Fourmanoir (1924)
- Fowler - Henry Weed Fowler (1879–1965)
- Fox - Wade Fox (1920–1964)
- Fraas - Eberhard Fraas (1862–1915)
- Franganillo-Balboa - Pelegrin Franganillo-Balboa (1873–1955)
- Franklin - James Franklin (naturalist) (c.1783–1834)
- Fraser - Louis Fraser (1810–1866)
- Frivaldszky - Imre Frivaldszky (1799–1870)
- Frohawk - Frederick William Frohawk (1861–1946)
- Fruhstorfer - Hans Fruhstorfer (1866—1922)
- Fürbringer - Max Fürbringer (1846–1920)
- Füsslins - Johann Caspar Füssli (1743–1786)

## G
- G. Fischer, Fischer von Waldheim - Johann Fischer von Waldheim (1771–1853)
- G. O. Sars - Georg Sars (1837–1927)
- G.Forster - Georg Forster (1754–1794)
- Gadow - Hans Friedrich Gadow (1855-1928)
- Gaimard - Joseph Paul Gaimard (1796–1858)
- Galton - Francis Galton (1822–1911)
- Gambel - William Gambel (1823–1849)
- Gao - Keqin Gao (1955)
- Garman - Samuel Garman (1846–1927)
- Garnot - Prosper Garnot (1794–1838)
- Gasparini - Zulma Brandoni de Gasparini
- Gaston - Robert Gaston (1967)
- Gauthier - Jacques Gauthier (1948)
- Gegenbaur - Carl Gegenbaur (1825–1903)
- Gené - Giuseppe Gené (1800–1847)
- Georgi - Johann Gottlieb Georgi (1729–1802)
- Gerstäcker - Carl Eduard Adolph Gerstäcker (1828–1895)
- Gertsch - Willis J. Gertsch (1906–1998)
- Gervais - Paul Gervais (1816–1879)
- Géry - Jacques Géry
- Geyer - Charles Andreas Geyer (1809–1853)
- Gibbes - Robert Wilson Gibbes (1809–1866)
- Giglioli - Enrico Hillyer Giglioli (1845–1909)
- Gilbert - Charles Henry Gilbert (1859–1928)
- Gilchrist - John Dow Fisher Gilchrist (1866–1926)
- Gill - Theodore Nicholas Gill (1837–1914)
- Gillette - David D. Gillette
- Gilmore - Charles W. Gilmore (1874–1945)
- Girard - Charles Frédéric Girard (1822–1895)
- Giraud - Joseph Etienne Giraud (1808–1877)
- Gloger - Constantin Wilhelm Lambert Gloger (1803–1863)
- Gmelin - Johann Friedrich Gmelin (1748–1804)
- Godart - Jean-Baptiste Godart (1775–1825)
- Godefroit - Pascal Godefroit
- Godman - Frederick DuCane Godman (1834–1919)
- Goeze - Johann August Ephraim Goeze (1731-1793)
- Göhlich - Ursula Bettina Göhlich
- Goldfuss - Georg August Goldfuss (1782–1848)
- Goldman - Edward Alphonso Goldman (1873–1946)
- Goodrich – Edwin Stephen Goodrich (1868–1946)
- Gosse - Philip Henry Gosse (1810–1888)
- Gould - John Gould (1804–1881)
- Grandidier - Alfred Grandidier (1836–1921)
- Grandidier - Ernest Grandidier (1833-1912)
- Grandidier - Guillaume Grandidier (1873 – 1957)
- Granger - Walter Granger (1872–1941)
- Grant – Robert Edmond Grant (1793–1874)
- Gravenhorst - Johann Ludwig Christian Gravenhorst (1777-1857)
- Gray - George Robert Gray (1808–1872)
- Gray – John Edward Gray (1800–1875)
- Gregory – William King Gregory (1876–1970)
- Griffith - Edward Griffith (1790–1858)
- Griscom - Ludlow Griscom (1890–1959)
- Grobben - Karl Grobben (1854–1945)
- Grote - Augustus Radcliffe Grote (1841–1903)
- Guenée - Achille Guenée (1809–1880)
- Guerin - Félix Édouard Guérin-Méneville (1799–1874)
- Güldenstädt - Johann Anton Güldenstädt (1745–1781)
- Gundlach - Johannes Christoph Gundlach Redberg o Juan Gundlach (1810-1896)
- Gunnerus - Johann Ernst Gunnerus (1718–1773)
- Gunter - Gordon P. Gunter (1909–1998)
- Günther - Albert Günther (1830–1914)
- Gurney - John Henry Gurney (1819–1890)
- Gyllenhal - Leonard Gyllenhaal (1752–1840)

## H
- Hablizl - Carl Ludwig Hablizl
- Hadiaty - Renny Hadiaty
- Hadie - Wartono Hadie
- Haeckel - Ernst Haeckel (1834–1919)
- Hagen - Hermann August Hagen (1817–1893)
- Hagenbeck - Carl Hagenbeck (1844-1913)
- Hahn - Carl Wilhelm Hahn (1786–1835)
- Haldeman - Samuel Stehman Haldeman (1812–1880)
- Haliday - Alexander Henry Haliday (1807–1870)
- Hallowell - Edward Hallowell (1808–1860)
- Hamilton Smith - Charles Hamilton Smith (1776–1859)
- Hamilton-Buchanan - Francis Buchanan-Hamilton (1762–1829)
- Hammer - William R. Hammer
- Hampson - George Francis Hampson (1860–1936)
- Handley – Charles Overton Handley (1924–2000)
- Handlirsch - Anton Handlirsch (1865–1935)
- Hansemann - Johann Wilhelm Adolf Hansemann (1784–1862)
- Hansen - Hans Jacob Hansen (1855–1936) - Artrópodos
- Harcourt - Edward William Vernon Harcourt (1825–1891)
- Hardwicke - Thomas Hardwicke (1755-1835)
- Harlan - Richard Harlan (1796–1843)
- Harper - Francis Harper (1886–1972)
- Harris - Thaddeus Williams Harris (1795–1856) o Moses Harris (1734–1785)
- Hartert - Ernst Hartert (1859–1933)
- Hartig - Theodor Hartig (1805–1880)
- Hartlaub - Gustav Hartlaub (1814–1900)
- Hartweg - Norman E. Hartweg (1904-1964)
- Hatschek - Berthold Hatschek (1854–1941)
- Haubold - Hartmut Haubold
- Haworth - Adrian Hardy Haworth (1767–1833)
- Hay – Oliver Perry Hay (1846–1930)
- Hay – William Perry Hay (1872–1947)
- Head - Jason J. Head
- Heaney - Lawrence R. Heaney
- Hébert – Edmond Hébert (1812–1890)
- Heckel - Johann Jakob Heckel (1790–1857)
- Heemstra - Phillip C. Heemstra
- Hellén - Wolter Edward Hellén (1890–1979)
- Hellmayr - Carl Edward Hellmayr (1878–1944)
- Hemprich – Wilhelm Friedrich Hemprich (1796–1825)
- Henle - Friedrich Gustav Jakob Henle (1809–1885)
- Henn - Arthur Wilbur Henn
- Henshaw - Henry Wetherbee Henshaw (1850–1930)
- Hentz - Nicholas Marcellus Hentz (1797–1856)
- Herbst - Johann Friedrich Wilhelm Herbst (1743–1807)
- Hering - Erich Martin Hering (1893–1967)
- Hermann - Johann Hermann (1738–1800)
- Herre - Albert Christian Theodore Herre (1869–1962)
- Herrich-Schäffer - Gottlieb August Wilhelm Herrich-Schäffer (1799–1874)
- Hertlein - Leo George Hertlein (1898–1972)
- Heude - Pierre Marie Heude (1836–1902)
- Heuglin - Theodor von Heuglin (1824–1876)
- Hewitson - William Chapman Hewitson (1806–1878)
- Heymons - Richard Heymons (1867–1943)
- Hildebrand - Samuel Frederick Hildebrand (1883–1949)
- Hilgendorf - Franz Martin Hilgendorf (1839–1904)
- Hill - John Edwards Hill (1928–1997)
- Hilsenberg - Carl Theodor Hilsenberg (1802–1824)
- Hiyama - Yoshio Hiyama (1909)
- Hodgson - Brian Houghton Hodgson (1800–1894)
- Hoese - Douglass F. Hoese
- Hoffmannsegg - Johann Centurius Hoffmannsegg (1766–1849)
- Hoffstetter - Robert Hoffstetter
- Holbrook - John Edwards Holbrook (1794–1871)
- Holland - William Jacob Holland (1848–1932)
- Hollister – Ned Hollister (1876–1924)
- Holthuis - Lipke Bijdeley Holthuis (b.1921)
- Hombron - Jacques Bernard Hombron (1798–1852)
- Horner - Jack Horner (1946)
- Horsfield - Thomas Horsfield (1773–1859)
- Hose - Charles Hose (1863–1929)
- Houttuyn - Martinus Houttuyn (1720–1798)
- Howard - Hildegarde Howard (1901-1998)
- A. H. Howell - Arthur H. Howell (1872–1940)
- Hôzawa – Sanji Hôzawa (18??–19??)
- Hubbs - Carl Leavitt Hubbs (1894–1979)
- Hübner - Jacob Hübner (1761–1826)
- Huene - Friedrich von Huene (1875–1969)
- Hulke - John Whitaker Hulke (1830–1895)
- Hume - Allan Octavian Hume (1829–1912)
- Humphrey - Philip Strong Humphrey (b. 1926)
- Hunt - Adrian P. Hunt
- Husson – Antonius Marie Husson (1913–1987)
- Hutt - Steve Hutt
- Huxley - Thomas Henry Huxley (1825–1895)
- Hwang - Sunny H. Hwang

## I
- I. Geoffroy Saint-Hilaire – Isidore Geoffroy Saint-Hilaire (1805–1861)
- I.Geoffroy - Isidore Geoffroy Saint-Hilaire (1805–1861)
- Ida - Hitoshi Ida (1940)
- Ihering - Hermann von Ihering
- Illiger - Johann Karl Wilhelm Illiger (1775–1813)
- Iredale - Tom Iredale (1880–1972)
- Ivantsoff - Walter Ivantsoff
- Ivie - Michael A. Ivie
- Iwai - Tamotsu Iwai

## J
- A. H. Miller - Alden H. Miller

- J. E. Gray - John Edward Gray (1800–1875)
- J. F. Miller - John Frederick Miller (1759–1796)
- J. F. Naumann - Johann Friedrich Naumann (1780–1857)
- J. Fischer - Johann Baptist Fischer (1803-1832)
- J. G. Fischer - Johann Gustav Fischer (1819-1889)
- J. H. Fleming - James Henry Fleming (1872–1940)
- J. H. Gurney Jr - John Henry Gurney Jr. (1848–1922)
- J. L. Peters - James Lee Peters (1889–1952)
- J. Verreaux - Jules Verreaux (1807–1873)
- J. Wilson - Jeffrey A. Wilson
- J.D. Ogilby - James Douglas Ogilby (1853–1925)
- J.L.B. Smith - James Leonard Brierley Smith (1897–1968)
- J.Moore - Joseph Curtis Moore (1914–1995) - Roedores
- Jacquin - Nicolaus Joseph von Jacquin (1727–1817)
- Jacquinot - Honoré Jacquinot (1815–1887)
- Jain - Sohan Lal Jain
- Jakowlew - Alexander Iwanowitsch Jakowlew (1863–1909)
- Jameson - Robert Jameson (1774–1854)
- Janensch – Werner Janensch (1878–1969)
- Janson - Oliver Erichson Janson (1850-1926)
- Jardine - William Jardine (naturalist) (1800–1874)
- Jebb - Matthew H. P. Jebb
- Jenkin – Charles Frewen Jenkin (1865–1940)
- Jenkins - James Travis Jenkins (1876–1959)
- Jensen - James A. Jensen
- Jentink - Fredericus Anna Jentink (1844–1913)
- Jerdon - Thomas C. Jerdon (1811–1872)
- Jiménez de la Espada - Marcos Jiménez de la Espada (1831-1898)
- Jocqué - Rudy Jocqué
- Johnson - James Yates Johnson (1820-1900)
- G. D. Johnson - G. David Johnson
- Jordan - David Starr Jordan (1851–1931)
- Jouanin - Christian Jouanin

## K
- K.Jordan - Karl Jordan (1861 - 1959)
- Karsch - Friedrich Karsch
- Katayama - Masao Katayama (1912)
- Kaup - Johann Jakob Kaup (1803–1873)
- Keferstein - Wilhelm Moritz Keferstein (1833–1870)
- Kelaart - Edward Fredrick Kelaart (1819–1860)
- Kennedy - Clarence Hamilton Kennedy (1879–1952)
- Kennicott - Robert Kennicott (1835–1866)
- Kerr - Robert Kerr (1755–1813)
- Kessler - Karl Fedorovich Kessler (1815–1881)
- Keulemans - John Gerrard Keulemans (1842–1912)
- Keyserling - Alexander Keyserling (1815–1891)
- Kielan-Jaworowska - Zofia Kielan-Jaworowska (1925)
- King - Philip Parker King (1793–1856)
- Kinnear - Norman Boyd Kinnear (1882–1957)
- Kirby - William Kirby (1759–1850)
- Kirk Harry Borrer Kirk (1859–1948)
- Kirkaldy - George Willis Kirkaldy
- Kirkland - James Ian Kirkland (1954)
- Kittlitz - Heinrich von Kittlitz (1799–1874)
- Kloss - Cecil Boden Kloss (1877–1949)
- Klotzsch - Johann Friedrich Klotzsch (1805–1860)
- Klug - Johann Christoph Friedrich Klug (1775–1856)
- Kner - Rudolf Kner (1810–1868)
- Knoch - August Wilhelm Knoch (1742–1818)
- Kobayashi - Yoshitsugu Kobayashi
- Koch - Ludwig Koch
- Koelz - Walter Norman Koelz (1895-1989)
- Kolbe - Hermann Julius Kolbe (1855–1939)
- Kolenati - Friedrich August Rudolph Kolenati (1812–1864)
- Kollar - Vincenz Kollar (1797–1860)
- Konow - Friedrich Wilhelm Konow (1842–1908)
- Kormos - Tivadar Kormos (1881–1946)
- Kotlyar - Aleksandr Nikolaevich Kotlyar
- Kotthaus - Adolf Kotthaus
- Kraatz - Ernst Gustav Kraatz (1831–1909)
- Kraglievich - Lucas Kraglievich
- Krauss - Friedrich von Krauss (1812–1890)
- Krefft - Johann Ludwig Gerard Krefft (1830–1881)
- Kriechbaumer - Joseph Kriechbaumer (1819–1902)
- Krohn - August David Krohn (1803 – 1891)
- Ksepka - Daniel T. Ksepka
- Kuhl - Heinrich Kuhl (1797–1821)
- Kuiter - Rudolf Herman Kuiter (1943)
- Kulczynski - Wladislaus Kulczynski
- Kuroda - Nagamichi Kuroda (1889–1978)
- Kurzànov - Serguei Mikhàilovitx Kurzànov

## L
- L. H. Miller - Loye H. Miller
- L. R. Taylor - Leighton R. Taylor
- Labillardière - Jacques-Julien Houtou de La Billardière (1755-1834)
- Lacépède - Bernard Germain Étienne de la Ville, Comte de Lacépède (1756–1825) (Bernard de Lacépède)
- Lacordaire - Jean Theodore Lacordaire (1801–1870)
- Lafresnaye - Frédéric de Lafresnaye (1783–1861)
- Laicharting - Johann Nepomuk von Laicharting (1754–1797)
- Lamanna - Matthew Carl Lamanna
- Lamarck - Jean-Baptiste Lamarck (1744–1829)
- Lambe - Lawrence Morris Lambe (1863–1919)
- Lambrecht - Kálmán Lambrecht
- Lameere - Auguste Lameere (1864–1942)
- Landbeck - Christian Ludwig Landbeck (1807–1890)
- Langer - Max Cardoso Langer
- Langston - Wann Langston, Jr. (1921)
- Laporte - François Louis Nompar de Caumont de Laporte (1810–1880)
- Lapparent - Albert-Félix de Lapparent (1905–1975)
- Larson - Helen K. Larson
- Lartet – Édouard Lartet (1801–1871)
- Lartet – Louis Lartet (1840–1899)
- Latham - John Latham (1740–1837)
- Latham – John Latham (1740–1837)
- Latreille - Pierre André Latreille (1762–1833)
- Laubenfels – Max Walker de Laubenfels (1894–1960)
- Laurenti – Josephus Nicolaus Laurenti (1735–1805)
- Laurillard – Charles Léopold Laurillard (1783–1853)
- Lavocat - René Lavocat
- Lawrence - George Newbold Lawrence (1806–1855)
- Layard - Edgar Leopold Layard (1824-1900)
- Le Leouff - Jean Le Leouff
- Leach - William Elford Leach (1790–1836)
- LeConte - John Lawrence LeConte (1825–1883)
- Lee - Yuong-Nam Lee
- Leech - John Henry Leech (1862–1900)
- Legler - John Marshall Legler (1930-)
- Lehtinen - Pekka Lehtinen
- Leidy - Joseph Leidy (1823–1891)
- Leisler - Johann Philipp Achilles Leisler (1771–1813)
- Lembeye - Juan Lembeye (1816–1889)
- Lemoine – Victor Lemoine (1823–1911)
- Lepeletier - Amédée Louis Michel Lepeletier (1770–1845)
- Lesson - René-Primevère Lesson (1794–1849)
- Lesueur - Charles Alexandre Lesueur (1778–1846)
- Leuckart - Friedrich Sigismund Leuckart (1794–1843)
- Leuckart - Rudolph Leuckart (1822–1898)
- Leussler - R. A. Leussler
- Levi – Claude Lévi (1922)
- Li - Daqing Li
- Lichtenstein - Martin Lichtenstein (1780–1867)
- Lilljeborg - Wilhelm Lilljeborg (1816–1908)
- Link - Johann Heinrich Friedrich Link (1767–1850)
- Linnaeus – Carl von Linné (1707–1778)
- Linsley - Earle Gorton Linsley (1910–2000)
- Lintner - Joseph Albert Lintner (1822–1898)
- Lister - Adrian Lister
- Lönnberg - Einar Lönnberg (1864–1942)
- Lowe - Percy Lowe (1870–1948)
- Lu - Junchang Lü
- Lubbock - John Lubbock, 1st Baron Avebury (1834–1913)
- Lucas - Hippolyte Lucas (1814–1899)
- Lull - Richard Swann Lull (1867–1957)
- Lund - Peter Wilhelm Lund (1801–1880)
- Lydekker - Richard Lydekker (1849–1915)
- Lyon – Marcus Ward Lyon (1875–1942)

## M
- M. L. Penrith - Mary Louise Penrith (1942)
- M. Sars - Michael Sars (1809–1869)
- M.A. Smith - Malcolm Arthur Smith (1875–1958)
- Mabile - Jules François Mabille (1831-1904)
- Mackovicky - Peter J. Mackovicky
- Makela - Bob Makela
- Malaise - René Malaise (1892–1978)
- Maleev - Evgenii Aleksandrovich Maleev (1915–1966)
- Mannerheim - Carl Gustaf Mannerheim (1797–1854)
- Mantell – Gideon Algernon Mantell (1790–1852)
- Marchal – Paul Alfred Daniel Marchal (1862–1942)
- Marcus - Ernst Marcus (1856–1928)
- Marinescu - Florian Marinescu
- Marples - Brian J. Marples
- Marsh - Othniel Charles Marsh (1831–1899)
- Martill - David Michael Martill
- Martin - William Charles Linnaeus Martin (1798–1864)
- Martinez - Ruben D. Martinez
- Maryanska - Teresa Maryańska
- Maskell - William Miles Maskell (1839-1898)
- Mateus - Octávio Mateus
- Mathews - Gregory Mathews (1876–1949)
- Matley - Charles Alfred Matley (1866)
- Matschie - Paul Matschie (1861–1926)
- Matsubara - Kiyomatsu Matsubara (1907–1968)
- Matsumura - Shonen Matsumura (1872–1960)
- Matsuura - Keiichi Matsuura
- Matthew – William Diller Matthew (1871–1930)
- Mayr - Ernst Mayr (1904–2005)
- Mazinho - Bisiano Mazinho (1859-1918)
- McCell. - John McClelland
- McCulloch - Alan Riverstone McCulloch (1885–1925)
- McKenna – Malcolm C. McKenna (1930–2008)
- McLachlan - Robert McLachlan (1837–1904)
- Meade-Waldo - Edmund Meade-Waldo (1855–1934)
- Mearns - Edgar Alexander Mearns
- Medem - Federico Medem (1912-1984]
- Meek - Seth Eugene Meek (1859–1914)
- Meguro - Katsusuke Meguro
- Méhely - Lajos Méhely (1862–1946)
- Meigen - Johann Wilhelm Meigen (1764–1845)
- Ménétries - Édouard Ménétries (1802–1861)
- Menezes - Naercio Aquino de Menezes (1937)
- Merrem - Blasius Merrem (1761–1824)
- Merriam - Clinton Hart Merriam (1855–1942)
- Metschnikoff - Elie Metschnikoff (1845–1916)
- Meyen - Franz Meyen (1804–1840)
- Meyer - Friedrich Albrecht Anton Meyer (1768-1795)
- A. B. Meyer - Adolf Bernhard Meyer (1840–1911)
- Meyer – Christian Erich Hermann von Meyer (1801–1869)
- Meyer de Schauensee - Rodolphe Meyer de Schauensee (1901–1984)
- Meyrick - Edward Meyrick (1854–1938)
- Miall – Louis Compton Miall (1842–1921)
- Michener - Charles Duncan Michener
- Midgley - Steven Hamar Midgley
- Mikluho-Maclai – Nikolai Mikluho-Maclai (1846–1888)
- Miles - Clifford Miles
- Miller - Gerrit Smith Miller (1869–1956) - Mamíferos
- Miller – Gerrit Smith Miller (1869–1956)
- Millet - Pierre-Aimé Millet (1783–1873)
- Milne-Edwards - Henri Milne-Edwards (1800–1885) Mamíferos y crustáceos
- Milner - Angela C. Milner Aves
- Miranda-Ribeiro - Alípio de Miranda Ribeiro (1874–1939)
- Mitchell - Thomas Mitchell (zoólogo) (1792–1855)
- Mitchill - Samuel Latham Mitchill (1764–1831)
- Mitra - Tridib Ranjan Mitra
- Mizuno - Nobuhiko Mizuno
- Mochizuki - Kenji Mochizuki
- Mocsáry - Alexander Mocsáry (1841–1915)
- Mohr - Erna Mohr (1894–1968)
- Molina - Juan Ignacio Molina (1740–1829)
- Molnar - Ralph E. Molnar
- Mondolfi - Edgardo Mondolfi (1918–1999)
- Montagu - George Montagu (1753–1815)
- Moore - Frederic Moore (1830–1907) - Lepidópteros
- Moreno - Francisco "Perito" Moreno (1852-1919)
- Morrow - James Edwin Morrow Jr. (1918)
- Mortensen - Ole Theodor Jensen Mortensen (1868–1952)
- Morton - Samuel George Morton (1799–1851)
- Motschulsky - Víctor Ivanovitsch Motschulsky (1810–1871)
- Mourer-Chauviré - Cécile Mourer-Chauviré
- Moyer - Jack T. Moyer (1929–2004)
- Muche - Werner Heinz Muche (1911–1987)
- Müller - Johannes Peter Müller (1801–1858)
- Müller - Salomon Müller (1804–1864)
- Müller – Johannes Peter Müller (1801–1858)
- Mulsant - Étienne Mulsant (1797–1880)
- Munday - Philip L. Munday
- Murphy - Robert Cushman Murphy (1887–1973)
- Murray - James A. Murray
- Muttkowski – Richard Anthony Muttkowski

## N
- Nabokov - Vladimir Nabokov (1899–1977)
- Nagao - Takumi Nagao
- Naish - Darren Naish
- Natterer - Johann Natterer (1787–1843)
- Navás - R. P. Longinos Navás (1858–1938)
- Nelson - Edward William Nelson (1855-1934)
- Nessov - Lev Alexandrovich Nessov (1947–1995)
- Neumoegen - Berthold Neumoegen (1895)
- Newberry - John Strong Newberry (1822–1892)
- Newman - Edward Newman (1801–1876)
- Nichols - John Treadwell Nichols (1883–1958)
- Nielsen - Cesare Nielsen (1898–1984)
- Nikolskii - Aleksandr Mikhailovich Nikolskii (1858–1942)
- Nilsson - Sven Nilsson (1787–1883)
- Nitsche - Heinrich Nitsche (1845–1902)
- Noble - Gladwyn Kingsley Noble (1894–1940)
- Nopcsa - Franz Nopcsa von Felső-Szilvás (1877–1933)
- Norell - Mark A. Norell (1957)
- Norman - John Richardson Norman (1899–1944)
- North - Alfred John North (1855–1917)
- Novas - Fernando Emilio Novas
- Nowinski - Aleksander Nowiński
- Nuttall - Thomas Nuttall (1786–1859)
- Nylander - William Nylander (1822–1899)

## O
- O. F. Müller - Otto Friedrich Müller (1730–1784)
- O. Kleinschmidt - Otto Kleinschmidt (1870–1954)
- Oberholser - Harry Church Oberholser (1870–1963)
- Oberthür - Charles Oberthür (1845-1924)
- Ochiai - Akira Ochiai (1923)
- Ogilby - William Ogilby (1808–1873)
- Ogilby – James Douglas Ogilby (1853–1925)
- Ogilby – William Ogilby (1808–1873)
- Ogilvie-Grant - William Robert Ogilvie-Grant (1863–1924)
- Ogniov - Serguei Ogniov (1886–1951)
- Oguma - Mamoru Oguma (1885–1971)
- Okamoto - Makoto Okamoto
- Oken - Lorenz Oken (1779–1851)
- Okumura - Teiichi Okumura
- Olfers - Ignaz von Olfers (1793–1872)
- Oliver - Walter Oliver (1883–1957)
- Olivi - Giuseppe Olivi (1769–1795)
- Olivier - Guillaume-Antoine Olivier (1756–1814)
- Olson - Storrs Olson
- Oppel - Nicolaus Michael Oppel (1782–1820)
- Ord - George Ord (1781–1866)
- Osbeck - Pehr Osbeck (1723–1805)
- Osborn - Henry Fairfield Osborn (1857–1935)
- Osgood - Wilfred Hudson Osgood (1875–1947)
- Osi - Attila Ősi
- Osman - William Charles Osman Hill (1901–1975)
- Osmólska - Halszka Osmólska
- Osmólska – Halszka Osmólska (1930–2008)
- Ostrom - John Ostrom (1928–2005)
- Oudemans - Antoon Cornelis Oudemans (1858–1943)
- Oustalet - Émile Oustalet (1844–1905)
- Owen - Richard Owen (1804–1892)

## P
- P. M. Galton - Peter M. Galton
- P. Miranda-Ribeiro - Paulo de Miranda Ribeiro (1901–1965)
- Packard - Alpheus Spring Packard (1839–1905)
- Pallas - Peter Simon Pallas (1741–1811)
- Panzer - Georg Wolfgang Franz Panzer (1755–1829)
- Parenti - Lynne R. Parenti
- Parker – Hampton Wildman Parker (1897–1968)
- Parks - William Arthur Parks (1868–1939)
- Patzner - Robert A. Patzner
- Paul - Gregory S. Paul (1954)
- Peale - Titian Peale (1799–1885)
- Pearson - Oliver Paynie Pearson (1915-2003)
- Pellegrin - Jacques Pellegrin (1873-1944)
- Pelzeln - August von Pelzeln (1825–1891)
- Pennant - Thomas Pennant (1726–1798)
- Perez-Moreno - Bernardino P. Pérez Moreno
- Perle - Altangerel Perle (1945)
- Péron - François Péron (1775–1810)
- Perry - George Perry (segle XVIII-XIX)
- Peters - Wilhelm Peters (1815–1883)
- Petrunkevitch - Alexander Petrunkevitch (1875–1964) ??
- Petrunkèvitx – Oleksandr Ivànovitx Petrunkèvitx (1875–1964) ??
- Philippi - Rodolfo Amando Philippi (1808–1904)
- Pickard-Cambridge - Octavius Pickard-Cambridge (1828–1917)
- Pilsbry - Henry Augustus Pilsbry (1862–1957)
- Platnick - Norman I. Platnick
- Pocock - Reginald Innes Pocock (1863–1947)
- Poda - Nikolaus Poda von Neuhaus (1723–1798)
- Poeppig - Eduard Friedrich Poeppig (1798–1868)
- Poey - Felipe Poey y Aloy (1799–1891)
- Pol - Diego Pol
- Poléjaeff – Nikolai Polejàiev (1857–1903)
- Pomel – Auguste Nicolas Pomel (1821–1898)
- Pompeckj - Josef Felix Pompeckj
- Pontoppidan - Erik Pontoppidan (1698–1764)
- Pontoppidan – Erik Ludvigsen Pontoppidan (1698–1764)
- Pope - Clifford Hillhouse Pope (1899–1974)
- Potts - Thomas Henry Potts (1824–1888)
- Pouyaud - Laurent Pouyaud
- Powell - Jaime Eduardo Powell
- Pruvot-Fol - Alice Pruvot-Fol (1873–1972)
- Przewalski - Nikolai Przewalski (1839–1888)
- Pucheran - Jacques Pucheran (1817–1894)
- Purcell - William Frederick Purcell (1866–1919)

## Q
- Q. Ji - Qiang Ji
- Quatrefages - Jean Louis Armand de Quatrefages de Bréau (1810–1892)
- Quoy - Jean René Constant Quoy (1790–1869)

## R
- R. Felder - Rudolf Felder (1842–1871)
- R. R. Miller - Robert Rush Miller (1916–2003)
- R.Forster - Raymond Robert Forster (1922-2000)
- Raath - Michael A. Raath
- Rachmatika - Ike Rachmatika
- Rackett - Thomas Rackett (1757–1841)
- Radcliffe - Lewis Radcliffe (1880–1950)
- Radde - Gustav Radde (1831–1903)
- Raffles - Thomas Stamford Raffles (1781–1826)
- Rafinesque - Constantine Samuel Rafinesque-Schmaltz (1783–1840)
- Rajasuriya - Arjan Rajasuriya
- Rambur - Jules Pièrre Rambur (1801–1870)
- Ramos - Robson Tamar da Costa Ramos
- Ramsay – Edward Pierson Ramsay (1842–1916)
- Rand - Austin L. Rand (1905–1982)
- Randall - John E. Randall (1924)
- Rathbun - Mary Rathbun (1860–1943)
- Rathke - Martin Heinrich Rathke (1793–1860)
- Ratzeburg - Julius Theodor Christian Ratzeburg (1801–1871)
- Rauhut - Oliver W. M. Rauhut
- Razoumowsky - Gregor Razumovsky (1759–1837)
- Reakirt - Tryon Reakirt
- Regan - C. Tate Regan (1878–1943)
- Regel - Eduard August von Regel (1815–1892)
- Régimbart - M. Régimbart
- Reichenbach - Ludwig Reichenbach (1793–1879)
- Reichenow - Anton Reichenow (1847–1941)
- Reinhardt - Johannes Reinhardt
- Reinhart - Roy H. Reinhart
- Rendahl- Hialmar Rendahl (1891-1969)
- Renyaan - Samuel J. Renyaan
- Retzius - Anders Jahan Retzius (1742–1821)
- Riabinin - Anatoly Nikolaevich Riabinin
- Rich - Thomas Hewitt Rich
- Richardson - John Richardson (1787–1865)
- Richmond - Charles Wallace Richmond (1868–1932)
- Ridgway - Robert Ridgway (1850–1929)
- Riggs - Elmer Samuel Riggs (1869–1963)
- Riley - Joseph Harvey Riley (1873-1941)
- Ripley - Sidney Dillon Ripley (1913–2001)
- Ris - Friedrich Ris (1867–1931)
- Risso – Joseph Antoine Risso (1777-1845)
- Rivero - Juan A. Rivero
- Roberts - Austin Roberts (1883–1948)
- Robertson - David Ross Robertson (1946)
- Robinson - Herbert Christopher Robinson (1874–1929)
- Robison - Henry W. Robison
- Röding - Peter Friedrich Röding (1767-1846)
- Roewer - Carl Frederick Roewer
- Rogenhofer - Alois Friedrich Rogenhofer (1832–1890)
- Rohwer - Sievert Allen Rohwer (1887–1951)
- Romer – Alfred Sherwood Romer (1894–1973)
- Roniewicz - Ewa Roniewicz
- Rossi - Pietro Rossi
- Rossignol - Martial Rossignol
- Rossman - Douglas A. Rossman
- Rothschild - Walter Rothschild, 2nd Baron Rothschild (1868–1937)
- Roxas - Hilario Atanacio Roxas (1896)
- Rozhdestvensky - Anatole Rozhdestvensky
- Rudolphi - Karl Rudolphi (1771–1832)
- Rumboll - Mauricio Rumboll
- Rüppell - Eduard Rüppell (1794–1884)
- Rüppell – Wilhelm Peter Eduard Simon Rüppell (1794–1884)
- Russell - Dale Alan Russell (1937)
- Ryder - John Ryder

## S
- S. I. Smith - Sidney Irving Smith (1843–1926)
- S. Ji - Shu-an Ji
- S. Müller - Salomon Müller (1804–1864)
- S.G. Lucas - Spencer G. Lucas
- Saint-Hilaire - Étienne Geoffroy Saint-Hilaire (1772–1844)
- Sakamoto - Katsuichi Sakamoto
- Salgado - Leonardo J. Salgado
- Salter - John William Salter (1820–1869)
- Salvadori - Tommaso Salvadori (1835–1923)
- Salvin - Osbert Salvin (1835–1898)
- Samouelle - George Samouelle (1790–1846)
- Sampson - Scott D. Sampson
- Sanborn - Colin Campbell Sanborn
- Santschi - Felix Santschi (1872–1940)
- Satunin - Konstantín Alekséievitx Satunin (1863–1915)
- Saunders - Howard Saunders (1835–1907)
- Saussure - Henri Saussure (1829–1905)
- Savi - Paolo Savi (1798–1871)
- Savigny - Marie Jules César Savigny (1777–1851)
- Savornin - Justin Savornin (1876)
- Say - Thomas Say (1787–1843)
- Schaum - Hermann Rudolf Schaum (1819–1865)
- Schiapelli - Rita Delia Schiapelli
- Schiffermüller - Ignaz Schiffermüller (1727–1806)
- Schinz - Heinrich Rudolf Schinz (1771–1861)
- Schiödte - Jörgen Matthias Christian Schiödte (1815–1884)
- Schlaikjer – Erich Maren Schlaikjer (1905–1972)
- Schlegel - Hermann Schlegel (1804–1884)
- Schmidt - Karl Patterson Schmidt (1890–1957)
- Schnabl - Johann Andreas Schnabl (1838–1912)
- Schneider - Johann Gottlob Schneider (1750–1822)
- Schoepff - Johann David Schoepff (1752–1800)
- Schomburgk - Robert Hermann Schomburgk (1804–1865)
- Schönherr – Carl Johan Schönherr (1772-1848)
- Schrank - Franz Paula von Schrank (1747–1835)
- Schreber - Johann Christian Daniel von Schreber (1739–1810)
- Schreber – Johann Christian Daniel von Schreber (1739–1810)
- Schren(c)k - Leopold von Schrenck (1824–1896)
- Schultz - Leonard Peter Schultz (1901–1986)
- Sclater - Philip Sclater (1829–1913)
- Scopoli - Giovanni Antonio Scopoli (1723–1788)
- Scudder - Samuel Hubbard Scudder (1837–1911)
- Seebohm - Henry Seebohm (1832–1895)
- Seeley – Harry Govier Seeley (1839–1909)
- Selby - Prideaux John Selby (1788–1867)
- Sélys - Edmond de Sélys Longchamps (1813–1900)
- Semenov - Andrei Semenov-Tian-Shanskii (1866–1942)
- Sereno – Paul Sereno (1957–)
- Serville - Jean Guillaume Audinet Serville (1775–1858)
- Sevastianov - Aleksandr Fiodorovich Sevastianov
- Severtzov - Nikolai Alekseevich Severtzov (1827–1885)
- Sharpe - Richard Bowdler Sharpe (1847–1909)
- Shaw - George Shaw (1751–1813)
- Shaw – George Kearsley Shaw (1751–1813)
- Shelley - George Ernest Shelley (1840–1910)
- Shuckard - William Edward Shuckard (1803–1868)
- Sick - Helmut Sick (1910–1991)
- Sideleva - Valentina Grigorievna Sideleva
- Siebold - Karl Theodor Ernst von Siebold (1804-1885)
- Silvestri - Filippo Silvestri (1876–1949)
- Simon - Eugène Simon (1848–1924)
- Simpson - George Gaylord Simpson (1902–1984)
- Slipinski - Stanislaw Adam Ślipiński
- Smith - Andrew Smith (zoólogo) (1797–1872)
- Snellen von Vollenhoven - Samuel Constantinus Snellen von Vollenhoven (1816–1880)
- Snodgrass - Robert E. Snodgrass
- Soeroto - Bambang Soeroto
- Sollas - William Johnson Sollas (1849-1936)
- Spallanzani - Lazzaro Spallanzani (1729–1799)
- Sparrman - Anders Sparrman (1781–1826)
- Spencer - Walter Baldwin Spencer (1860–1929)
- Spinola - Maximilian Spinola (1780–1857)
- Spix - Johann Baptist von Spix (1781–1826)
- Stahnke - Herbert Stahnke
- Stainton - Henry Tibbats Stainton (1822–1892)
- Starks - Edwin Chapin Starks (1867–1932)
- Statius Muller - Philipp Ludwig Statius Muller (1725–1776)
- Staudinger - Otto Staudinger (1830–1900)
- Stebbing - Thomas Stebbing (1835–1926)
- Steenstrup - Japetus Steenstrup (1813–1897)
- Steere - Joseph Beal Steere (1842–1940)
- Stein - Johann Philip Emil Friedrich Stein (1816–1882)
- Steindachner - Franz Steindachner (1834–1919)
- Stejneger - Leonhard Hess Stejneger (1851–1943)
- Stephens - James Francis Stephens (1792–1852)
- Sternberg - Charles Hazelius Sternberg (1850-1943)
- Sternberg - Charles Mortram Sternberg (1885–1981)
- Stoll - Caspar Stoll (?-1795)
- Stolzmann - Jean Stanislaus Stolzmann (1854–1928)
- Storch – Gerhard Storch (1939–)
- Storr - Gottlieb Conrad Christian Storr (1749–1821)
- Stovall - John Willis Stovall (1891–1953)
- Strand - Embrik Strand (1876–1953)
- Streets - Thomas Hale Streets (1847–1925)
- Stresemann - Erwin Stresemann (1889–1972)
- Strickland - Hugh Edwin Strickland (1811–1853)
- Stritt - Walter Stritt (1892–1975)
- Ström - Hans Ström (1726–1797)
- Stromer - Ernst Stromer (1870–1952)
- Struhsaker - Paul J. Struhsaker
- Such - George Such (1798–1879)
- Suckley - George Suckley (1830–1869)
- Sues - Hans-Dieter Sues (1956)
- Sullivan - Robert M. Sullivan
- Sulzer - Johann Heinrich Sulzer (1735–1813)
- Sundevall - Carl Jakob Sundevall (1801–1875)
- Swainson – William John Swainson (1789–1855)
- Swann - Henry Kirke Swann (1871–1926)
- Swinhoe - Robert Swinhoe (1836–1877)
- Sykes - William Henry Sykes (1790–1872)

## T
- Taczanowski - Wladyslaw Taczanowski (1819–1890)
- Talbot - Mignon Talbot (1869–1950)
- Taliev - Dmitrii Nikolaevich Taliev (1908–1952)
- Tang - Zhilu Tang
- Taquet - Philippe Taquet
- Taschenberg - Ernst Ludwig Taschenberg (1818–1898)
- Tate - George Henry Hamilton Tate (1894–1953)
- Taylor - Edward Harrison Taylor (1889–1978)
- Temminck – Coenraad Jacob Temminck (1778–1858)
- Templeton - Robert Templeton (1802-1892)
- Thayer - John Eliot Thayer (1862–1933)
- Theischinger - Günther Theischinger (born 1940)
- Thiele - Johannes Thiele (1860–1935)
- Thomas – Oldfield Thomas (1858–1929)
- Thomson - Carl Gustaf Thomson (1824–1899)
- Thorell - Tord Tamerlan Teodor Thorell (1830–1901)
- Thunberg - Carl Peter Thunberg (1743–1828)
- Ticehurst - Claud Buchanan Ticehurst (1881–1941)
- Tidwell - Virginia Tidwell
- Timberlake - Philip H. Timberlake
- Tischbein - Peter Friedrich Ludwig Tischbein (1813–1883)
- Tjakrawidjaja - Agus Tjakrawidjaja
- Tobien – Heinz Tobien (1911–1993)
- Toledo-Piza - Mônica de Toledo-Piza Ragazzo
- Topsent Émile Topsent (1862–1951)
- Townsend - John Kirk Townsend (1809–1851)
- Traill - Thomas Stewart Traill (1781–1862)
- Tristram - Henry Baker Tristram (1822–1906)
- Trouessart - Édouard Louis Trouessart (1842–1927)
- True - Frederick W. True (1858–1914)
- Trybom - Filip Trybom (1850–1913)
- Tschudi - Johann Jakob von Tschudi (1818–1889)
- Tsogtbaatar - Khishigjaw Tsogtbaatar
- Tumanova - Tatyana Alekseyevna Tumanova
- Turton - William Turton (1762–1835)
- Tutt - J. W. Tutt (1858–1911)
- Tytler - Robert Christopher Tytler (1818-1872)

## U
- U.Grant - Ulysses S. Grant IV (1893–1977)
- Uhler - Philip R. Uhler

## V
- Vacelet – Jean Vacelet (1935)
- Vaillant - Leon Vaillant (1834–1914)
- Valenciennes - Achille Valenciennes (1794–1865)
- Van Denburgh - John Van Denburgh (1872–1924)
- Van Valen – Leigh Van Valen (1935–2010)
- Vander Linden - Pièrre Léonard Vander Linden (1797–1831)
- Varricchio - David J. Varricchio
- Verrill - Addison Emery Verrill (1839–1926)
- Vickaryous - Matthew P. Vickaryous
- Vickers-Rich - Patricia Vickers-Rich (1944)
- Vieillot - Louis Jean Pierre Vieillot (1748–1831)
- Vieweg - C. F. Vieweg
- Vigors - Nicholas Aylward Vigors (1785–1840)
- Villers - Charles Joseph de Villers (1726–1797)
- Vladykov - Vadim Dmitrij Vladykov (1898–1986)
- Von Baldenstein - Thomas Conrad von Baldenstein (1784–1878)
- Von Huene – Friedrich von Huene (1875–1969)
- von Meyer - Christian Erich Hermann von Meyer (1801–1869)

## W
- W. F. Kirby - William Forsell Kirby (1844–1912)
- W. L. Sclater - William Lutley Sclater (1863–1944)
- W. M. Tattersall - Walter Medley Tattersall (1882–1948)
- W.L. Smith - W. Leo Smith
- Wagler - Johann Georg Wagler (1800–1832)
- Wagner – Johann Andreas Wagner (1797–1861)
- Wahlberg - Johan August Wahlberg (1810–1859)
- Walbaum - Johann Julius Walbaum (1724–1799)
- Walch - Johann Ernst Immanuel Walch (1725–1778)
- Walckenaer - Charles Athanase Walckenaer (1771–1852)
- Walker - Edmund Murton Walker (1877–1969)
- Wallace - Alfred Russel Wallace (1823–1913)
- Wallengren - Hans Daniel Johan Wallengren (1823–1894)
- Walsh - Benjamin Dann Walsh (1808–1869)
- Waltl - Joseph Waltl (1805–1888)
- Wang - Xiaolin Wang
- Watabe - Mahito Watabe
- Waterhouse - George Robert Waterhouse (1801–1888)
- Watson – David Meredith Seares Watson (1886–1973)
- Weber - Hermann Weber
- Weber – Max Weber (1852–1937)
- Wegrzynowicz - Piotr Węgrzynowicz
- Weigold - Hugo Weigold (1886–1973)
- Weishampel - David B. Weishampel (1952)
- Welles - Samuel Paul Welles (1909–1997)
- Welles – Samuel Paul Welles (1907–1997)
- Westwood - John Obadiah Westwood (1805–1893)
- Wetmore - Alexander Wetmore (1886–1978)
- Wetmore – Alexander Wetmore (1886–1978)
- Weyenbergh - Hendrik Weyenbergh Jr. (1842–1885)
- White - John White (1756–1832)
- Wied-Neuwied - Maximilian zu Wied-Neuwied (1782–1867)
- Wiedemann - Christian Wiedemann (1770–1840)
- Wiegmann - Arend Friedrich August Wiegmann (1802–1841)
- Williston – Samuel Wendell Williston (1852–1918)
- Wilson - Alexander Wilson (1766–1813)
- Wiman - Carl Wiman (1867–1944)
- Wingate - David B. Wingate (1935)
- Winge - Herluf Winge (1857–1923)
- Wirjoatmodjo - Soetikno Wirjoatmodjo
- Wolfe - Douglas Gerald Wolfe
- Wood-Mason - James Wood-Mason (1846–1893)
- Woodhouse - Samuel Washington Woodhouse (1821–1904)
- Woodward - Arthur Smith Woodward (1864–1944)
- Wroughton - R.C. Wroughton

## X
- Xantus - John Xantus de Vesey (1825–1894)
- Xu - Xing Xu

## Y
- Yamaguchi - Masao Yamaguchi
- Yamanoue - Yusuke Yamanoue
- Yang - Zhongjian Yang (1897–1979)
- Yarrell - William Yarrell (1784–1856)
- Yoseda - Kenzo Yoseda
- You - Hailu You

## Z
- Z. Zhou - Zhonghe Zhou
- Zaddach - Ernst Gustav Zaddach (1817–1881)
- Zanno - Lindsay E. Zanno
- Zeledon - José Castulo Zeledón (1846-1923)
- Zeller - Philipp Christoph Zeller (1808–1883)
- Zetterstedt - Johan Wilhelm Zetterstedt (1785–1874)
- Zhao - Xijin Zhao
- Zhou - Shiwu Zhou (b. 1940)
- Zimmer - John Todd Zimmer (1889-1957)
- Zimmermann - Eberhard August Wilhelm von Zimmermann (1743–1815)
- Zincken - Johann Leopold Theodor Friedrich Zincken (1770–1856)
- Zirngiebl - Lothar Zirngiebl (1902–1973)
- Zittel - Karl Alfred von Zittel (1839–1904)
- Zittel – Karl Alfred von Zittel (1839–1904)